# مارسيل فوغل
مارسيل فوغل (بالإنجليزية: Marcel Vogel)‏ هو كيميائي أمريكي، ولد في 14 أبريل 1917 في سان فرانسيسكو في الولايات المتحدة، وتوفي في 12 فبراير 1991 في سان خوسيه في الولايات المتحدة.